# ガーデンプロット計画
秘匿名「GARDEN PLOT」としても知られている国防総省の市民擾乱計画は、アメリカ合衆国内の大規模な市民暴動に対応するためのアメリカ陸軍および州兵の一般的な計画。1960年代の市民暴動に対応して開発されたもので、アメリカ北方軍（NORTHCOM）の管理下に置かれていた。その概要は国内における大規模な騒乱に対して地方自治体に連邦軍と法執行機関の援助を提供するものであった。 
ワッツやニューアーク、デトロイトでの暴動後に立案された本計画は、資料が作成された激動の時代を捉えている。計画では、「徴兵制度への反対」および「ベトナム戦争に関与することへの反対」の要素と同時に、「人種的不安」に対して警告している 。
アメリカ国防総省は、1992年のロサンゼルス暴動の際に、秩序を回復するためにガーデンプロット計画を発動した。また、2001年9月11日のアメリカへの攻撃を受けて、Garden PlotはUSNORTHCOM Concept Plan（CONPLAN：概念計画）2502に更新された 。

再構築中の国土安全保障法の下では、同様のモデルに従うことが提案されている。
Oversight of these homeland security missions should be provided by the National Guard Bureau based on the long-standing Garden Plot model in which National Guard units are trained and equipped to support civil authorities in crowd control and civil disturbance missions.—Major General Richard C. Alexander, ARNGUS (Ret.), Executive Director, National Guard Association of the United States、Testimony in the Senate Appropriations Committee Hearing on Homeland Defense, April 11, 2002

## 参照
- レックス84
- 国家安全保障および国土安全保障大統領指令
- 所持法
- カラーコード戦争計画